# Donji Vukojevac
Donji Vukojevac falu Horvátországban, Sziszek-Monoszló megyében. Közigazgatásilag Lekenikhez tartozik.

## Fekvése
Sziszek városától légvonalban 23, közúton 27 km-re északnyugatra, községközpontjától 7 km-re nyugatra, az A11-es autópálya közelében, a 30-as számú főút mentén Peščenica és Ogulinec között, a Vukomerići-dombság keleti lejtőin fekszik.

## Története
Területe már ősidők óta lakott, ezt bizonyítják a Donji Vukojevactól délre található ókori eredetű halomsírok. A római korban itt halad át a Sisciát Emonával összekötő római út, melynek maradványai szintén megtalálhatók a határában. Ezután területe valószínűleg évszázadokig pusztaság volt.
Vukojevac a töröknek a térségből történő kiűzése után újonnan telepített falvak közé tartozott. Neve a Vuk személynévből származik, melyet valószínűleg első lakójáról kapott. Első írásos említése 1674-ben történt. 1773-ban az első katonai felmérés térképén „Dorf Vukojevecz” néven szerepel. Vukojevac két településrésze csak a 19. század folyamán vált el egymástól. A településnek 1857-ben 268, 1910-ben 347 lakosa volt. 1918-ban az új szerb-horvát-szlovén állam, majd később Jugoszlávia része lett. A második világháború idején a Független Horvát Állam része volt. A háború után a béke időszaka köszöntött a településre. Enyhült a szegénység és sok ember talált munkát a közeli városokban. A falu 1991. június 25-én a független Horvátország része lett. 2011-ben 499 lakosa volt.

## Népesség
| Lakosság változása | Lakosság változása | Lakosság változása | Lakosság változása | Lakosság változása | Lakosság változása | Lakosság változása | Lakosság változása | Lakosság változása | Lakosság változása | Lakosság változása | Lakosság változása | Lakosság változása | Lakosság változása | Lakosság változása | Lakosság változása |
| ------------------ | ------------------ | ------------------ | ------------------ | ------------------ | ------------------ | ------------------ | ------------------ | ------------------ | ------------------ | ------------------ | ------------------ | ------------------ | ------------------ | ------------------ | ------------------ |
| 1857               | 1869               | 1880               | 1890               | 1900               | 1910               | 1921               | 1931               | 1948               | 1953               | 1961               | 1971               | 1981               | 1991               | 2001               | 2011               |
| 268                | 294                | 311                | 125                | 297                | 347                | 316                | 348                | 384                | 383                | 393                | 405                | 424                | 441                | 468                | 499                |

## Nevezetességei
A falutól délre a Frtić-erdőben két csoport halomsír található, melyek ókori eredetűek és az akkori Pannonia őslakosságától származnak. A legnagyobb halomsírt Turska glavának azaz Török fejnek nevezik, ennek átmérője 27 méter. A sírt kincskeresők fosztották ki. Innen jól láthatók a Sisciából Emonába menő római út maradványai, melynek nyomvonala megszakításokkal mintegy 8 kilométeres hosszúságban látható. Tisztán kivehető a mintegy 7 méter széles útfelület és a kétoldalt húzódó árok maradványa. Az ősi utat a helyiek Petrinjski putnak, azaz Petrinjai útnak nevezik.